# Fabian Hürzeler
Fabian Hürzeler (sinh ngày 26 tháng 2 năm 1993) là một huấn luyện viên bóng đá chuyên nghiệp và cựu cầu thủ bóng đá người Đức hiện đang là huấn luyện viên trưởng của câu lạc bộ Brighton & Hove Albion tại Premier League.

## Sự nghiệp cầu thủ
Hürzeler bắt đầu sự nghiệp của mình trong màu áo Helios Daglfing trước khi gia nhập học viện trẻ của Bayern Munich vào năm 2004 ở tuổi 11. Trong thời gian gắn bó tại đó, ông đã chơi cho tất cả các đội trẻ của câu lạc bộ. Ông cũng đại diện cho Đức cho một số đội trẻ từ U-15 đến U-19 trong vòng 21 trận đấu. Trong suốt sự nghiệp cầu thủ bóng đá chuyên nghiệp của mình, Hürzeler chơi trong màu áo các câu lạc bộ thuộc cấp độ thấp hơn của bóng đá Đức như Bayern München II, 1899 Hoffenheim II và 1860 München II. Ông kết thúc sự nghiệp cầu thủ chuyên nghiệp của mình ở tuổi 23 với tư cách là cầu thủ, nhưng vẫn tiếp tục sự nghiệp của mình với tư cách là cầu thủ kiêm huấn luyện viên cho đến năm 2022.
Sau khi chuyển đến Hamburg, ông gia nhập Eimsbütteler TV ở giải hạng sáu khu vực Hamburg vào mùa giải 2020–21. Ông đã thăng hạng lên Oberliga Hamburg cùng với câu lạc bộ sau mùa giải 2021–22. Tuy nhiên, ông đã không chơi thêm trận nào trong mùa giải 2022–23.

## Sự nghiệp huấn luyện viên

### Những năm đầu tiên
Vào năm 2016, Hürzeler, người đã để mắt đến việc chuyển sang vai trò huấn luyện viên trong nhiều năm và được cựu đồng đội tại Bayern Munich II Emre Can dự đoán sẽ có "sự nghiệp huấn luyện viên tuyệt vời", đã chuyển xuống hàng ngũ huấn luyện viên nghiệp dư của bóng đá Đức khi gia nhập FC Pipinsried với vai trò cầu thủ kiêm huấn luyện viên trưởng. Ngoài công việc cầu thủ kiêm huấn luyện viên tại FC Pipinsried, Hürzeler còn là trợ lý huấn luyện viên cho Meikel Schönweitz tại đội tuyển U-20 quốc gia Đức vào mùa hè năm 2018. Từ tháng 7 năm 2019, Hürzeler là trợ lý huấn luyện viên của Christian Wörns cho đội tuyển quốc gia U-20.

### FC St. Pauli
Trong mùa giải 2020–21, Hürzeler kết thúc hợp đồng với FC Pipinsried và DFB để trở thành trợ lý huấn luyện viên cho huấn luyện viên trưởng mới Timo Schultz tại câu lạc bộ giải hạng hai FC St. Pauli. Ông nhận được hợp đồng đến ngày 30 tháng 6 năm 2022. Cuối tháng 2 năm 2022, ông bắt đầu khóa học 13 tháng để trở thành huấn luyện viên với bằng cấp chuyên nghiệp (tiếng Đức Pro-Lizenz) (trước đây được gọi là huấn luyện viên bóng đá (tiếng Đức Fußballlehrer).
Sau khi Schultz bị sa thải vào ngày 6 tháng 12 năm 2022 vì kết quả kém, Hürzeler được bổ nhiệm làm huấn luyện viên trưởng mới tạm thời tại FC St. Pauli. Ông được giao nhiệm vụ huấn luyện viên trưởng chính thức vào ngày 23 tháng 12 năm 2024, sau một số kết quả tốt. Vì vậy, ông trở thành huấn luyện viên trưởng trẻ nhất 2. Bundesliga ở tuổi 29. Trong giai đoạn cuối của khóa học Bằng cấp Chuyên nghiệp có thời hạn đến tháng 3 năm 2023, ông được phép huấn luyện đội hạng hai ngay lập tức. Hürzeler đã thắng 10 trận đầu tiên cùng đội tại 2. Bundesliga và qua đó đã vượt kỷ lục của Hans-Dieter Tippenhauer vào năm 1979 với Arminia Bielefeld và Jürgen Wahling vào năm 1986 với Hannover 96. Trước đó, Hürzeler đã phá kỷ lục xuất phát của câu lạc bộ do Kurt Krause thiết lập, người đã thắng 6 trận đầu tiên vào năm 1965. Sau đó, ông đã nhận được bằng cấp chuyên nghiệp vào tháng 4 năm 2023. FC St. Pauli kết thúc mùa giải 2022–23 với 58 điểm và ở vị trí thứ 5.
St. Pauli đã khẳng định được phong độ tốt ở mùa giải 2023–24 và đứng ở vị trí thứ 2 sau kỳ nghỉ đông với 33 điểm, 8 trận thắng và 9 trận hòa. Hợp đồng của Hürzeler được gia hạn trong mùa giải vào tháng 3 năm 2024. Sau nửa sau mùa giải mạnh mẽ không kém, FC St. Pauli đã thăng hạng Bundesliga thành công vào ngày thi đấu thứ 33 và trở lại giải VĐQG hàng đầu nước Đức sau 13 năm. Vào ngày thi đấu cuối cùng, Hürzeler đã cùng câu lạc bộ giành chức vô địch giải hạng hai với 69 điểm.

### Brighton & Hove Albion
Vào ngày 15 tháng 6 năm 2024, Hürzeler trở thành huấn luyện viên trưởng mới của câu lạc bộ Brighton & Hove Albion tại Premier League sau khi xin được giấy phép lao động và ông thay thế Roberto De Zerbi. Ở tuổi 31, ông trở thành huấn luyện viên trẻ nhất dẫn dắt chính thức một câu lạc bộ Premier League. Bên cạnh đó, ông đã chính thức phá kỷ lục thuộc về Attilio Lombardo, huấn luyện viên từng được Crystal Palace bổ nhiệm vào năm 1998 ở tuổi 32. Trong trận đấu chính thức đầu tiên với Albion, ông đã đánh bại Everton với tỷ số 3–0 trên sân khách tại Premier League. Ông tiếp tục phong độ này khi đánh bại Manchester United với tỷ số 2–1 trên sân nhà tại Premier League.

## Đời tư
Hürzeler sinh ra tại Houston, Texas, có cha là một cựu nha sĩ người Thụy Sĩ và mẹ ông là người Đức. Khi ông được hai tuổi, gia đình ông chuyển đến Freiburg im Breisgau. Ba năm sau, gia đình ông chuyển đến München và ông lớn lên ở quận Bogenhausen. Do đó, ông mang quốc tịch Đức, Thụy Sĩ và cả quốc tịch Hoa Kỳ vì nguyên tắc quyền nơi sinh.

## Thống kê sự nghiệp huấn luyện
Tính đến 17 tháng 8 năm 2024
| Đội                    | Từ                  | Đến                 | Thống kê | Thống kê | Thống kê | Thống kê | Thống kê | Thống kê | Thống kê | Thống kê |
| Đội                    | Từ                  | Đến                 | Trận     | T        | H        | B        | BT       | BB       | HSBT     | % thắng  |
| ---------------------- | ------------------- | ------------------- | -------- | -------- | -------- | -------- | -------- | -------- | -------- | -------- |
| FC Pipinsried          | 1 tháng 7 năm 2016  | 30 tháng 6 năm 2020 | 103      | 38       | 28       | 37       | 140      | 161      | −21      | 036,89   |
| FC St. Pauli           | 6 tháng 12 năm 2022 | 15 tháng 6 năm 2024 | 55       | 36       | 12       | 7        | 107      | 54       | +53      | 065,45   |
| Brighton & Hove Albion | 1 tháng 7 năm 2024  | nay                 | 4        | 3        | 1        | 0        | 10       | 2        | +8       | 075,00   |
| Tổng cộng              | Tổng cộng           | Tổng cộng           | 162      | 77       | 41       | 44       | 257      | 217      | +40      | 047,53   |

## Danh hiệu

### Cầu thủ
- Thăng hạng lên Regionalliga Bayern: 2017 (với tư cách là cầu thủ kiêm huấn luyện viên)
- Thăng hạng lên de: Fußball-Oberliga Hamburg: 2022
- Nhà vô địch A-Junioren-Bundesliga Nam/Tây Nam: 2012

### Huấn luyện viên
- Thăng hạng lên Regionalliga Bayern: 2017 (với tư cách là cầu thủ kiêm huấn luyện viên)
- 2. Bundesliga: 2023–24